# Pat Flaherty
George Francis Patrick "Pat" Flaherty Jr., född 6 januari 1926 i Glendale i Kalifornien, död 9 april 2002 i Oxnard i Kalifornien, var en amerikansk racerförare.

## Racingkarriär
Flaherty tävlade i 19 USAC Indycar-lopp, och hans främsta merit var segern i Indianapolis 500 1956. Det var enda gången han var bland de sex bästa i Indy 500, och det gav honom åtta VM-poäng eftersom tävlingen ingick formel 1-VM. 
Flaherty avled 2002 av cancer 76 år gammal.